# Ministerio de Educación (Israel)
El Ministerio de Educación de Israel (en hebreo: משרד החינוך, transliteración: Misrad HaChinuch) es la rama del gobierno encargada de la supervisión de las instituciones de educación pública en Israel. El jefe político del departamento es el ministro de Educación; actualmente el cargo es ocupado por Yoav Kisch.
El ministerio ha sido previamente conocido como el Ministerio de Educación y Cultura (1949-1977, 1984-1990, 1992-1993) y el Ministerio de Educación, Cultura y Deporte (1977-1984, 1990-1992, 1993-1999, 2003- 2006).

## El ministro
El ministro de Educación de Israel es el jefe político del ministerio, y un miembro del gabinete.

### Lista de ministros
| #                                         | Ministro           | Partido                    | Inicio                   | Final                    | Notas                |
| ----------------------------------------- | ------------------ | -------------------------- | ------------------------ | ------------------------ | -------------------- |
| Ministro de Educación y Cultura           |                    |                            |                          |                          |                      |
| 1                                         | Zalman Shazar      | Mapai                      | 10 de marzo de 1949      | 1 de noviembre de 1950   |                      |
| 2                                         | David Remez        | Mapai                      | 1 de noviembre de 1950   | 19 de mayo de 1951       | Falleció en el cargo |
| 3                                         | David Ben-Gurion   | Mapai                      | 19 de mayo de 1951       | 8 de octubre de 1951     | Como primer ministro |
| 4                                         | Ben-Zion Dinur     | Mapai                      | 8 de octubre de 1951     | 3 de noviembre de 1955   |                      |
| 5                                         | Zalman Aran        | Mapai                      | 3 de noviembre de 1955   | 10 de mayo de 1960       |                      |
| 6                                         | Abba Eban          | Mapai                      | 3 de agosto de 1960      | 26 de junio de 1963      |                      |
| –                                         | Zalman Aran        | Mapai, Alineamiento        | 26 de junio de 1963      | 15 de diciembre de 1969  |                      |
| 7                                         | Yigal Allon        | Alineamiento               | 15 de diciembre de 1969  | 3 de junio de 1974       |                      |
| 8                                         | Aharon Yadlin      | Alineamiento               | 3 de junio de 1974       | 20 de junio de 1977      |                      |
| 9                                         | Zevulun Hammer     | Partido Nacional Religioso | 20 de junio de 1977      | 13 de septiembre de 1984 |                      |
| 10                                        | Yitzhak Navon      | Alineamiento               | 13 de septiembre de 1984 | 15 de marzo de 1990      |                      |
| –                                         | Zevulun Hammer     | Partido Nacional Religioso | 11 de junio de 1990      | 13 de julio de 1992      |                      |
| 11                                        | Shulamit Aloni     | Meretz                     | 13 de julio de 1992      | 11 de mayo de 1993       |                      |
| 12                                        | Yitzhak Rabin      | Laborista                  | 11 de mayo de 1993       | 7 de junio de 1993       | Como primer ministro |
| Ministro de Educación, Cultura y Deportes |                    |                            |                          |                          |                      |
| 13                                        | Amnon Rubinstein   | Meretz                     | 3 de mayo de 1994        | 18 de junio de 1996      |                      |
| –                                         | Zevulun Hammer     | Partido Nacional Religioso | 18 de junio de 1996      | 20 de enero de 1998      | Falleció en el cargo |
| 14                                        | Yitzhak Levy       | Partido Nacional Religioso | 25 de febrero de 1998    | 6 de julio de 1999       |                      |
| Ministro de Educación                     |                    |                            |                          |                          |                      |
| 15                                        | Yossi Sarid        | Meretz                     | 6 de julio de 1999       | 24 de junio de 2000      |                      |
| 16                                        | Ehud Barak         | Un Israel                  | 24 de septiembre de 2000 | 7 de marzo de 2001       | Como primer ministro |
| Ministro de Educación, Cultura y Deportes |                    |                            |                          |                          |                      |
| 17                                        | Limor Livnat       | Likud                      | 7 de marzo de 2001       | 14 de enero de 2006      |                      |
| 18                                        | Meir Sheetrit      | Kadima                     | 18 de enero de 2006      | 4 de mayo de 2006        |                      |
| Ministro de Educación                     |                    |                            |                          |                          |                      |
| 19                                        | Yuli Tamir         | Laborista                  | 4 de mayo de 2006        | 31 de marzo de 2009      |                      |
| 20                                        | Gideon Sa'ar       | Likud                      | 31 de marzo de 2009      | 18 de marzo de 2013      |                      |
| 21                                        | Shai Piron         | Yesh Atid                  | 18 de marzo de 2013      | 4 de diciembre de 2014   |                      |
| 22                                        | Benjamin Netanyahu | Likud                      | 4 de diciembre de 2014   | 14 de mayo de 2015       |                      |
| 23                                        | Naftali Bennett    | La Casa Judía              | 14 de mayo de 2015       | 2 de junio de 2019       |                      |
| 23                                        | Rafi Peretz        | Derecha Unida              | 17 de junio de 2019      | 17 de mayo de 2020       |                      |
| 24                                        | Yoav Galant        | Likud                      | 17 de mayo de 2020       | 13 de junio de 2021      |                      |
| 25                                        | Yifat Shasha-Biton | Nueva Esperanza            | 13 de junio de 2020      | 29 de diciembre de 2022  |                      |
| 26                                        | Yoav Kisch         | Likud                      | 29 de diciembre de 2022  | En el cargo              |                      |

## Premio Nacional de Educación
Desde 2002, el Ministerio de Educación otorga un Premio Nacional de Educación a cinco localidades en el reconocimiento de la excelencia en la inversión de recursos sustanciales en el sistema educativo. En 2012, el primer lugar fue otorgado al Concejo Regional Samaria y seguido de Or Yehuda, Tiberiades, Eilat y Beerseba. El premio ha sido otorgado a una variedad de instituciones educativas que incluyen jardines de infantes y escuelas primarias.